# Le Double Amour
Le Double Amour er en fransk stumfilm fra 1925 instrueret af Jean Epstein.

## Medvirkende
- Nathalie Lissenko som Laure Maresco
- Jean Angelo som Jacques Prémont-Solène
- Camille Bardou
- Pierre Batcheff som Jacques Maresco